# Банківська справа (журнал)
«Банківська справа» — науково-практичний журнал, заснований у 1995 році. Журнал входить до переліку фахових видань, визнаних ВАК України (Постанова ВАК 09.06.99 № 1-05/7). Видання розраховане на працівників банківських установ, державних службовців, економістів, науковців, викладачів вузів, аспірантів та студентів економічних спеціальностей. Мова  видання: українська.

## Тематична спрямованість журналу
- становлення та перспективи розвитку фінансової та банківської систем в Україні;
- досвід функціонування провідних держав світу та можливість використання цього досвіду в Україні;
- аналіз принципів діяльності та організаційної структури банків;
- організація системи міжбанківських комунікацій;
- застосування сучасних методів обробки фінансових показників.

## Рубрики журналу
- Проблеми макроекономіки
- Теорія і практика
- Аналізують фахівці Національного банку України
- Аналізують науковці
- Слово практикам
- Пошуки молодих науковців
- Світовий досвід
- Підприємництво і культура
- Конференції, семінари, наради
- Наші рецензії
- Запрошуємо до дискусії.

## Видавець
Видавництво «Знання»
Адреса редакції: вул. Стрілецька, 28, м. Київ, 01030, Україна